# Некромантия

Джон Ди занимается некромантией со своим помощником

Некрома́нтия (от др.-греч. νεκρός «мёртвый» + μαντεία «прорицание»; «вопрошение душ умерших о будущем») — вид магии, который предполагает общение с душами умерших. В основе некромантии лежит убеждение в том, что мёртвые обладают особым могуществом и могут покровительствовать живым.

## История
В Библии описана Аэндорская волшебница, вызвавшая для царя Саула перед битвой с филистимлянами дух пророка Самуила. В Древней Греции некроманты в состоянии транса взывали к духам прямо в святилищах Аида и Персефоны. Эти святилища строились обычно в сакральных, близких к подземному миру местах: пещерах, ущельях, вблизи горячих минеральных источников. Римский поэт Лукан в произведении «Фарсалия, или Поэма о гражданской войне» («Bellum civile sive Pharsalia») передаёт, что накануне битвы против Юлия Цезаря при Фарсале (9 августа 49 года до нашей эры) Секст Помпей Магн обратился к самой известной ведьме Эрихто, чтобы она изрекла пророчество. Оживив свежий труп павшего на поле битвы воина, Эрихто напророчила поражение Помпея от Юлия Цезаря, что сбылось.
Слово в Средние века было переосмыслено как нигромантия (от лат. niger — «чёрный»), то есть «чёрная магия».
Начиная с эпохи Возрождения, некромантия по определённым причинам, однако, стала ассоциироваться с чёрной магией и демонологией в целом, уступая место раннему, более узкому значению. Известный оккультист Элифас Леви в своей книге «Dogma et Ritual» определяет некромантию как способ оживления астральных тел. В современном мире понятие «некромантия» имеет широкое распространение, а поэтому проникает даже в массовые книги по «натуральной» магии. Популярная исландская писательница Джудит Норман приводит в своей книге «Магические зеркала. Заговоры, гадания, фэн-шуй» обряд вызывания духов предков, совершаемый при помощи зеркала, что по сути своей является некромантией. Большую популярность с XIX века и по настоящее время имеет движение спиритизма, которое основано на некоторых практиках некромантии и использует специально изготовленную для этого доску (уиджа).
В новейшее время шведский режиссёр и художник Фридрих Юхансон стал первооткрывателем «феномена электронного голоса», который заключается в возможности фиксации на аудиоплёнку якобы голосов разных умерших людей. По мнению Ф. Юхансона, с умершими возможно разговаривать (см. Юхансон Ф. «Радиоконтакт с потусторонним миром» М., 2013).
Национальный научный фонд (США) относит возможность общения с духами умерших к одному из наиболее распространённых среди американцев псевдонаучных заблуждений.

## В культуре

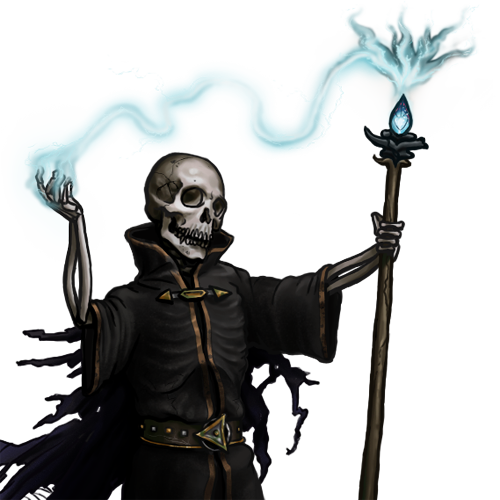
Лич из видеоигры The Battle for Wesnoth.

В произведениях фэнтези понятие «некромантия» стало трактоваться в более широком ключе. Данный термин подразумевает взаимодействие с миром мёртвых, использование его энергии, управление миром мёртвых. Соответственно некромант — маг или жрец, практикующий такого рода действия. Это может быть управление мёртвыми телами (создание нежити), использование для заклинаний некромантической, негативной энергии (т. н. иссушение, похищение жизни) или разговор с мёртвыми, вызов духов. В некоторых из произведений фэнтези некромант сам — «мертвец наполовину», нежить (обычно бывший некромант, сохранивший после смерти свой разум и свою силу, называется личем), но в большинстве упоминаний он — живой человек.
Возродил интерес к некромантии американский писатель-фантаст Говард Филлипс Лавкрафт, используя  в своих произведениях вымышленную им  книгу «Некрономикон», якобы представляющую собой средневековый арабский гримуар.